# لودوویت رایتر
لودوویت رایتر (مجاری: Rajter Lajos; ۳۰ ژوئیهٔ ۱۹۰۶ – ۶ ژوئیهٔ ۲۰۰۰) آهنگساز و رهبر ارکستر مجارستانی اهل اسلواکی بود. خانواده رایتر از آلمان جنوبی به مجارستان مهاجرت کردند، اما اصالتا هلندی بودند.